# Scaramouche (Sibelius)
Scaramouche, Op. 71, è una musica di scena di Jean Sibelius per una pantomima tragica di Poul Knudsen (1889-1974). Sibelius compose il lavoro nel 1913. Fu eseguita per la prima volta al Det Kongelige Teater di Copenaghen il 12 maggio 1922, diretta da Georg Høeberg, con le coreografie da Emilie Walbom.

## Orchestrazione
Scaramouche è annotato per 2 oboi, 2 clarinetti (in si bem.), 2 fagotti, 4 corni (in fa), triangolo, timpani, pianoforte, viola solista, violoncello solista e archi.